# Coracobrachialis
Coracobrachialis (latin: musculus coracobrachialis) är en skelettmuskel som ingår i övre extremitetens muskulatur.
M. coracobrachialis är den minsta av de tre muskler (de andra två är m. pectoralis minor och m. biceps brachi) som har sina ursprung vid ett av skulderbladets två distala benutskott korpnäbbsutskottet (processus coracoideus).
M. coracobrachialis har sitt fäste i den mellersta tredjedelen av överarmsbenets (humerus) mediala sida mellan m. triceps brachiis och m. brachialis ursprung.
M. coracobrachialis bidrar vid flexion och adduktion av armen.